# Luisarmasius samueli
Espèce
Luisarmasius samueli est une espèce de schizomides de la famille des Hubbardiidae.

## Distribution
Cette espèce est endémique de la province de Guantánamo à Cuba. Elle se rencontre vers Baracoa.

## Publication originale
- Armas, 2018 : Una especie nueva de Luisarmasius del oriente de Cuba y descripción de la hembra de Pinero marmoreus (Schizomida: Hubbardiidae). Revista Iberica de Aracnologia, vol. 33, no 2, p. 81-88.